# Helene
Helene (fra græsk: Ἑλένη, helene, "fakkel", "lysende" eller "Sankt Elms ild") er et dansk pigenavn.
Navnet findes i talrige variationer, hvoraf især følgende navne anvendes i Danmark: Helena, Elena, Helen og Hellen. Næsten 13.000 danskere bærer et af disse navne ifølge Danmarks Statistik. Også Ellen stammer fra Helene.

## Mytologiske personer
- Helena er datter af Zeus i den græske mytologi.
- Helene er en amazone i den græske mytologi.

## Stednavne
- Saturns måne Helene er opkaldt efter amazonen Helene.
- Sankt Helena er en ø i det sydlige Atlanterhavet.
- Helena er hovedstaden i den amerikanske stat Montana.

## Kendte personer med navnet
- Helena Bergström, svensk skuespiller.
- Helena Bonham Carter, engelsk skuespiller.
- Helena Christensen, dansk supermodel.
- Helene Egelund, dansk skuespillerinde.
- Helen Fielding, engelsk forfatter.
- Helen Hunt, amerikansk skuespiller.
- Helen Keller, amerikansk forfatter.
- Helen Mirren, engelsk forfatter.
- Helena Paparizou, græsk-svensk sangerinde og fotomodel.
- Helena Patursson, færøsk forfatter.
- Helene Beatrix Potter, engelsk forfatter.
- Helene Strange, dansk forfatter.

## Navnet anvendt i fiktion
- Den skønne Helene er en operette af Jacques Offenbach.
- Helle for Helene er en dansk film fra 1959.